# Shikata ga nai
Shikata ga nai (仕方がない?)  es una frase en japonés que significa «no hay más remedio» o «no puede hacerse nada al respecto». Shō ga nai (しょうがない?) es una alternativa.

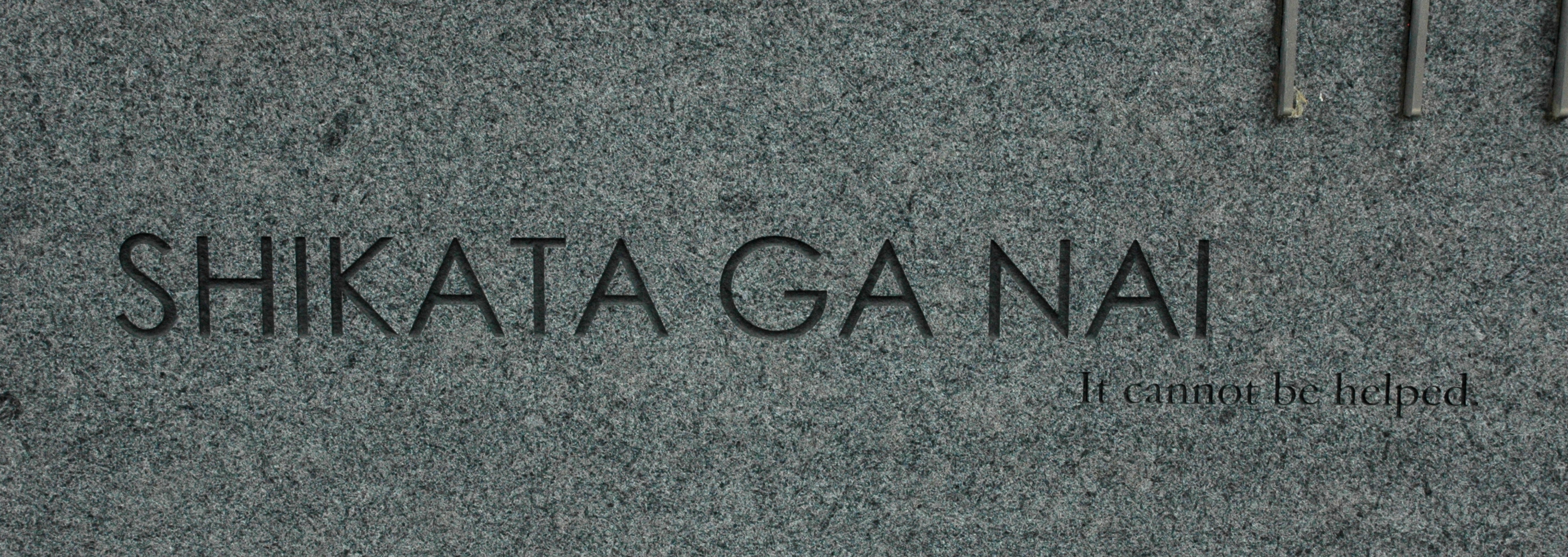
Shikata Ga Nai grabado en mármol.

La frase ha sido utilizada por muchos escritores occidentales para describir la capacidad de los japoneses para mantener la dignidad frente a una tragedia inevitable o una injusticia, sobre todo cuando las circunstancias son ajenas a su voluntad. Históricamente, ha sido aplicado a situaciones en las que el pueblo japonés en su conjunto ha tenido que sufrir, incluyendo la ocupación aliada de Japón y el internamiento de japoneses-americanos y canadienses japoneses. Así, durante la primera conferencia de prensa ofrecida por el Emperador Shōwa, en Tokio en 1975, se le preguntó lo que pensaba de los bombardeos atómicos sobre Hiroshima, respondió: «Es muy lamentable que se lanzaran bombas nucleares y lo siento por los ciudadanos de Hiroshima, pero "no se pudo evitar" debido a que ocurrió en tiempos de guerra.»
En Asian American Women: The "Frontiers" Reader, la autora Linda Trinh Vo establece que:

La frase japonesa shikata ga nai, o "no hay más remedio", indica normas culturales sobre los que se tiene poco control... Esta noción de sufrimiento, en parte se deriva de shikata ga nai: el fallo en seguir las normas culturales y convenciones sociales conduce a una vida de pocas opciones pero resistencia en el sufrimiento.
Linda Trinh Vo

La frase también puede tener connotaciones negativas, ya que algunos pueden percibir la falta de reacción ante la adversidad como complacencia o conformismo, tanto con las fuerzas sociales como políticas. En un artículo de Business Week, un hombre de negocios occidental decía de los japoneses:

Anima a los japoneses a no sucumbir a la mentalidad shikata ga nai, sino a enojarse y empezar a comportarse como ciudadanos. «Los japoneses me escuchan porque siempre estoy impulsando cuáles son las posibilidades y cómo las cosas pueden cambiar ... para garantizar perspectivas económicas y políticas positivas...»
Robert Neff